# Velgast
Velgast è un comune del Meclemburgo-Pomerania Anteriore, in Germania.
Appartiene al circondario (Kreis) di Pomerania Anteriore-Rügen ed è parte della comunità amministrativa (Amt) di Franzburg-Richtenberg.

## Storia
Il 1º gennaio 1992 venne aggregato al comune di Velgast il comune di Schuenhagen.